# Кохезия (физика)
Кохезия (на латински: cohaerere), на български сцепление, е физично свойство на веществата, сила на привличане между молекулите на едно вещество, за разлика от адхезията (слепването), която е сила на привличане между частиците от различни вещества. Тези две сили управляват явления като повърхностно напрежение,  капилярност и работата на лепилата. Едно от веществата със силно сцепление е водата.